# I Miss My Death
I Miss My Death  ist eine ukrainische Symphonic-Metal-Band, die 2007 in Kiew gegründet wurde.

## Geschichte
Die Band begann mit ihrer kreativen Tätigkeit zu Beginn des Jahres 2007. Die Gründungsmitglieder umfassen: Sergij „Ghoustly“ Krivov'jaz (Gesang, Texte), Jurij Hutornij (Gitarre), Oleg Kozlov (Bass) und Ivan „Smerch“ (Schlagzeug). Im Frühsommer trat Sängerin Natalija Brzheska bei, mit ihr fand bald darauf das erste Konzert als I Miss My Death statt. Diese Besetzung nahm She Cries und Mournful Gust auf. Ende des Jahres verließ Oleg Kozlov die Band, und ein paar Monate später Jurij Hutornij. Als Bassist kam Evgen Horoshenko hinzu, eine zusätzliche Gitarre übernahm Frontmann Sergij „Ghoustly“ Krivov'jaz. Einige Zeit war Geiger Oleksij Zamkovij in der Band, der sie mit Evgen Horoshenko verließ. Sie wurden durch Anton Zabolotnij und Olena „Supi“ (Keyboard) ersetzt.
Dann war I Miss My Death mit Konzerttätigkeit beschäftigt. Drei Monate später verließ Natalija Brzheska die Band wegen Mutterschaft. Ihr Platz wurde von Keyboarderin Olena Krivov'jaz übernommen. Im Herbst 2009 wurde das Demoalbum At Her Funeral aufgenommen, das am 9. September 2010 veröffentlicht wurde. Während der Aufnahme wurde Anton Zabolotnij durch die Rückkehr von Evgen Horoshenko ersetzt. 2014 wurde das Album In Memories veröffentlicht, das auf DVD und auf dem Black Sea Metal Fest präsentiert wurde.
Die Band ist beim Label Metal Scrap Records unter Vertrag.

## Stil
Die von I Miss My Death gespielte Musik wird als melodiöse Mischung aus Gothic Metal und Symphonic Metal umschrieben. Als vergleichbare Interpreten werden Gruppen beider Stile sowie solche, die zwischen den Stilen agierten, benannt, darunter My Dying Bride, Anathema, Tristania, Paradise Lost, Moonspell, Theatre of Tragedy, Nightwish, Draconian, Therion, Sirenia und The Sins of Thy Beloved. Insbesondere auf The Sins of Thy Beloved wird als naheliegender Vergleich hingewiesen. Im Interview mit dem Pest-Webzine bestätigten die Mitglieder der Gruppe diesen Eindruck und zogen Parallelen zu The Sins of Thy Beloved, Sirenia, Tristania, Draconian und den frühen Theater of Tragedy. Dabei räumte die Band ein, keine innovative Musik präsentieren zu wollen, bezeichnet die „einzigartige Romantik“ dieser Gruppen jedoch als angestrebte Eigenschaft der eigenen Musik.
Die Musik ist der Band zufolge konzeptionell auf den Wechsel zwischen tiefem Growling und weiblichem Soprangesang ausgerichtet. I Miss My Death richteten ihr gesamtes Songwriting auf diesen Wechsel aus. So wird das Konzept der Gruppe als Mischung aus „Beauty & Beast-Gesang und doomigen Gitarrenriffs“ umschrieben. Dem Sopran von Helen Krivovyaz steht das tiefe Growling von Serge Krivovyaz gegenüber. Dabei wird der Wechselgesang von Rezensenten als herausstechendes Merkmal der Musik hervorgehoben, welches gelegentlich als „nervig“ kritisiert wurde. I Miss My Death räumt ein entsprechendes musikalisches Konzept ein. 
Die Musik basiere ebenso wie der Wechselgesang auf gegensätzlichen Bildern. Einerseits seien melodiöse aber verzerrte und tief gespielte Gitarren präsent, andererseits stünde diesen der anhaltende Einsatz von Keyboards, Piano- und Streicherspuren gegenüber.

## Diskografie
- 2010: At Her Funeral (Demoalbum)
- 2011: Вічні сльози жалю (Ewige Tränen der Reue) (DVD)
- 2014: In Memories (Album)
- 2017: На чорних схилах (An schwarzen Flussufern) (Single)

## Videos
- 2015: In Memories Presentation Show (Live In Kiev)